# Oncoba somalensis
Oncoba somalensis là một loài thực vật có hoa trong họ Liễu. Loài này được (Chiov.) S. Hul & Breteler mô tả khoa học đầu tiên năm 1997.